# Tenino
Tenino è una città degli Stati Uniti d'America, situata nello Stato di Washington, nella Contea di Thurston.